# Wasserturm Freising
Der Wasserturm Freising ist ein denkmalgeschützter Wasserturm in Freising.
Die zentrale Freisinger Wasserversorgung ging im Jahr 1888 in Betrieb. Um auch die höher gelegenen Gebiete von Freising an die Trinkwasserversorgung anschließen zu können, wurde spätestens mit dem Bau der Jäger-Kaserne (Vimy-Kaserne) der Bau eines Wasserturmes nötig. Die Wahl fiel dabei auf den Standort neben der neuen Kaserne, an der sich bereits ein Erdbehälter für Trinkwasser befand. Der 1906 gebaute Turm wurde als Stahlbetonkonstruktion ausgeführt. Äußerlich ist der achteckige Turm dem Barock nachempfunden. In der siebten Etage befindet sich ein Rundgang, im achten Stock der Wasserbehälter mit einem Fassungsvermögen von 100 m3. Mit einer Gesamthöhe von 46 m ist der Turm durch seine Lage auf dem Wehrberg der höchste Punkt der Stadt Freising. Zum 100-jährigen Jubiläum des Turmes wurde er von den Stadtwerken saniert. Dabei wurde der in Betrieb befindliche Turm unter anderem neu verputzt und es wurden im Blechdach Einschusslöcher aus den Weltkriegen beseitigt.